# Reina Tanaka

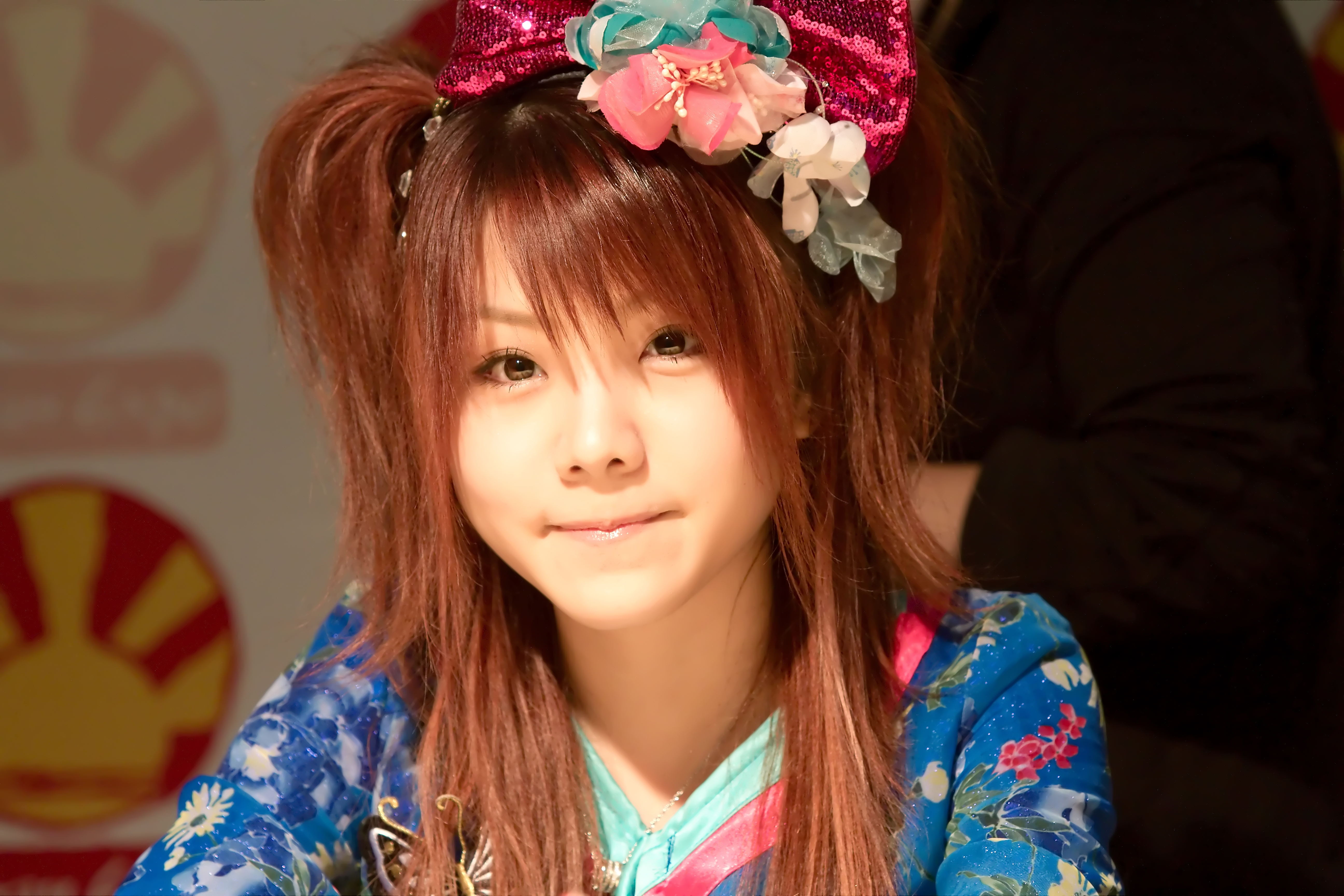
Reina Tanaka 2010

Reina Tanaka (田中 れいな), född 11 november 1989 i Fukuoka, Kyushu, Japan, är en japansk popsångerska och skådespelerska. Hon var medlem i musikgruppen Morning Musume mellan 2003 och 2013.

## Karriär
Tanaka blev medlem i Morning Musume år 2003 tillsammans med Miki Fujimoto, Eri Kamei och Sayumi Michishige som en del av den sjätte generationen.
Tanaka sökte en av platserna i Morning Musume redan 2001, när det hölls auditioner för den femte generationen. När det uppdagades att hon var för ung för att söka blev hon ombedd att lämna träningslägret för de blivande medlemmarna. Hon försökte igen 2002, då tillräckligt gammal, och lyckades komma med. Det gjorde henne till den första medlemmen som ansökt två gånger om att komma med i Morning Musume. Hon sjöng Morning Musumes "Do It! Now" som ansökningslåt.
2003 blev Tanaka ledare för den nya Hello!Project-gruppen Aa!. De andra medlemmarna var Miyabi Natsuyaki (Berryz Koubou) och Airi Suzuki (C-ute), som då båda två var en del av agenturens träningsgrupp Hello! Project Kids. Samma år delades det då 15 medlemmar stora Morning Musume in två grupper, där Reina blev satt i Otome Gumi. Denna uppdelning varade i ett år. 
2003 släpptes Morning Musumes singel Shabondama, vilket markerades som Reinas och den sjätte generationens debutsingel och i denna singel tilldelades Reina huvudstämman. Endast några få medlemmar har lyckats med samma bedrift i hela Morning Musumes historia. 
Tillsammans med Ai Takahashi och två andra Hello!Project-medlemmar, Mai Satoda och Ayumi Shibata, blev hon en del av gruppen Elegies år 2005. Reina var en av få medlemmar i hela agenturen att bli uttagen till någon av de nya grupperna som skapades sommaren 2005.
Den 6 april 2008 började Reina dubba figuren Kirara, en av huvudkaraktärerna i animen Onegai My Melody Kirara. Showen lades ner 29 mars 2009. Idag gör hon istället rösten till Kaito Reiyna i anime-serien med samma namn. Programmet är inspirerat av Reina själv och börjades sändas 9 januari 2010.
Tanaka blev återigen ledare för en ny grupp 2008; High-King. Gruppen skapades för att göra PR för Morning Musumes musikal "Cinderella the Musical", där Reina spelade en av Askungens styvsystrar. De släppte singeln C/C (Cinderella/Complex) den 8 juni 2008 och det är deras enda singel fram till idag. High-King uppträder dock ibland ihop på Hello!Projects konserter. 
2010 öppnade Reina en blogg som heter "Tanaka Reina no Otsukareina".
Den 18 november 2012 blev Reina medlem i tjejbandet Lovendor tillsammans med Yuki Uozumi, Marina Okada och Marin Miyazawa. Samma dag klargjorde Tanaka att hon kommer att ta examen från Morning Musume och Hello! Project den 21 maj 2013 i arenan Nippon Budokan för att fokusera på sitt band.

## Gruppmedlemskap
- Morning Musume (2003-2013)
- Aa! (2003)
- Morning Musume Otome Gumi (2003-2004)
- H!P All Stars (2004)
- Elegies (2005)
- Metro Rabbits H.P. (2006-)
- High-King (2008-2013)

## Filmografi
- 2004 Hoshisuna no Shima, Watashi no Shima ~Island Dreamin'~
- 2006 Ribbon no Kishi: The Musical
- 2007 Alo Hello! Tanaka Reina DVD
- 2008 Real Challenge!!
- 2008 Cinderella the Musical (musikal)
- 2008-2009 Onegai My Melody Kirara (röst)
- 2009 Ojigi de Shape Up! (teater)
- 2010- Kaito Reinya (röst)
- 2010 Hanbun ESPer
- 2010 Fashionable (musikal)
- 2011 Vampire Stories (Chasers)
- 2011 Reborn ~Inochi no Audition~ (teater)
- 2012 Suugaku Joshi Gakuen
- 2012 Stacey's Shoujo Saisatsu Kageki (musikal)